# Liste der Naturdenkmäler in Grünberg (Hessen)
Die Liste der Naturdenkmäler in Grünberg (Hessen) nennt die auf dem Gebiet der Stadt Grünberg (Hessen) gelegenen Naturdenkmäler. Sie sind nach dem Hessischen Gesetz über Naturschutz und Landschaftspflege (Hessisches Naturschutzgesetz – HAGBNatSchG) § 12 geschützt und bei der unteren Naturschutzbehörde des Landkreises Gießen (Fachdienst 72 Naturschutz) eingetragen.
| Bild                          | Bezeichnung                                  | Ortsteil, Lage                                             | Beschreibung                                                                         | Art         | Nr.   |
| ----------------------------- | -------------------------------------------- | ---------------------------------------------------------- | ------------------------------------------------------------------------------------ | ----------- | ----- |
| mehr Fotos \| Fotos hochladen | Jägereiche (od. Napoleonseiche od. Elsa-Ruh) | Harbach, Gemarkung Harbach 50° 34′ 47,1″ N, 8° 54′ 12,7″ O | je nach Quelle ca. 280 bzw. 600 Jahre alter Einzelbaum in der Nähe des Hinsenberges. | Stiel-Eiche | ND 33 |